# Asienspiele 2006/Billard
Bei den Asienspielen 2006 in der katarischen Hauptstadt Doha fanden vom 4. bis 11. Dezember 2006 zehn Wettbewerbe im Billard statt.

## Medaillengewinner
| Disziplin                | Gold                                                     | Silber                                      | Bronze                                         |
| ------------------------ | -------------------------------------------------------- | ------------------------------------------- | ---------------------------------------------- |
| Dreiband Einzel          | Ryūji Umeda                                              | Dương Anh Vũ                                | Kim Kyung-roul                                 |
| English Billiards Einzel | Pankaj Advani                                            | Ashok Shandilya                             | Peter Gilchrist                                |
| English Billiards Doppel | Paprut Chaithanasakun Udon Khaimuk                       | Aung San Oo Kyaw Oo                         | Geet Sethi Ashok Shandilya                     |
| 8-Ball Einzel            | Satoshi Kawabata                                         | Antonio Gabica                              | Huang Kun-chang                                |
| 9-Ball Einzel            | Antonio Gabica                                           | Jeffrey de Luna                             | Yang Ching-shun                                |
| Snooker Einzel           | Ding Junhui                                              | Liang Wenbo                                 | Atthasit Mahitthi                              |
| Snooker Doppel           | Ding Junhui Tian Pengfei                                 | Chan Wai Ki Marco Fu                        | Atthasit Mahitthi Phaithoon Phonbun            |
| Snooker Mannschaft       | Volksrepublik China Ding Junhui Liang Wenbo Tian Pengfei | Hongkong Fung Kwok Wai Marco Fu Chan Wai Ki | Indien Aditya Mehta Yasin Merchant Rupesh Shah |
| 8-Ball Einzel (Damen)    | Lin Yuan-chun                                            | Kim Ga-young                                | Pan Xiaoting                                   |
| 9-Ball Einzel (Damen)    | Liu Shin-mei                                             | Esther Kwan                                 | Pan Xiaoting                                   |

## Medaillenspiegel
| Platz  | Land                | Gold | Silber | Bronze | Gesamt |
| ------ | ------------------- | ---- | ------ | ------ | ------ |
| 1      | Volksrepublik China | 3    | 1      | 2      | 6      |
| 2      | Chinesisch Taipeh   | 2    | 0      | 2      | 4      |
| 3      | Japan               | 2    | 0      | 0      | 2      |
| 4      | Philippinen         | 1    | 2      | 0      | 3      |
| 5      | Indien              | 1    | 1      | 2      | 4      |
| 6      | Thailand            | 1    | 0      | 2      | 3      |
| 7      | Hongkong            | 0    | 2      | 0      | 2      |
| 8      | Südkorea            | 0    | 1      | 1      | 2      |
| 9      | Malaysia            | 0    | 1      | 0      | 1      |
| 9      | Myanmar             | 0    | 1      | 0      | 1      |
| 9      | Vietnam             | 0    | 1      | 0      | 1      |
| 12     | Singapur            | 0    | 0      | 1      | 1      |
| Gesamt | Gesamt              | 10   | 10     | 10     | 30     |